# Resia (Curon Venosta)

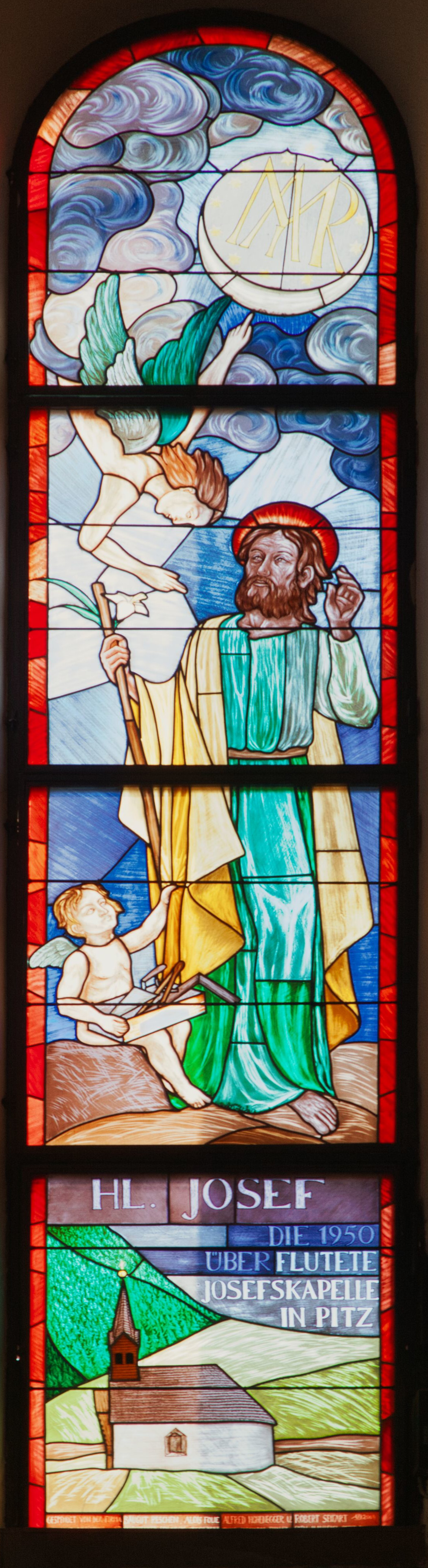
Vetrata della chiesa parrocchiale di San Sebastiano a Resia

Resia (Reschen am See in tedesco; Resch in romancio) è una frazione del comune italiano di Curon Venosta (BZ). È l'ultima località della val Venosta prima dell'ingresso in Austria. 

## Descrizione
Poiché Resia dà il nome al lago e al passo omonimi, spesso l'intero comune viene erroneamente indicato come "Resia". In realtà il comune di Resia è esistito fino al 1928, quando, assieme ai comuni di Vallelunga e San Valentino alla Muta, fu accorpato a quello di Curon, nel nuovo comune di Curon Venosta.
La località si trova sulla riva nord del lago di Resia, un lago artificiale creato nel 1950 dall'unione di due laghi naturali preesistenti, il lago di Resia ed il lago di Mezzo. Questo comportò la sommersione dell'intero abitato di Curon Venosta e di parte di Resia (che furono ricostruiti più a monte).
Il centro ha una forte vocazione turistica sia estiva che invernale, legata in particolare allo sci (tra la località e il passo si trova il comprensorio sciistico di Belpiano, Schöneben, e altri due comprensori, Malga San Valentino e Maseben, si trovano nel territorio del comune; sul versante austriaco di passo Resia si trova un ulteriore complesso sciistico, quello di Nauders, e tutti quattro sono riuniti sotto il nome di Skiparadies Reschenpass) e allo snowkiting sulla superficie ghiacciata del lago.
Sopravvive anche un'economia agricola legata soprattutto all'allevamento di bovini da latte.
Per quanto riguarda l'artigianato, importante e rinomata è la produzione di mobili in legno.